# Ctenicera
Ctenicera — род жуков-щелкунов из подсемейства Prosterninae.

## Распространение
В Европе обитают 9 видов.

## Описание
Щелкуны крупных размеров. Тело довольно узкое, металлически окрашено, иногда с частично жёлто-коричневыми надкрыльями. Лобный киль разделён на два надусиковых киля. Усики самцов гребенчатые, самок остро пиловидные начиная с третьего сегмента. Воротничок переднегруди с почти прямым переднем краем, который не доходит до уровня передних углов проплевр. Задний край проплевр с выемкой. Бедренные покрышки задних тазиков сужаются по направлению наружу несильно и чуть неравномерно. Все сегменты лапок без лопастинок.

## Экология
Жуков можно наблюдать на травянистой растительности лугов и на лесных опушках и полянах. Проволочники развиваются в почве, являются полифагами.

## Список видов
Некоторые виды:
- Ctenicera bonomii Binaghi, 1940
- Ctenicera bosnica (Apfelbeck, 1894)
- Ctenicera castaneus (Linnaeus, 1758) — Щелкун желтокрылый (=Anostirus castaneus)
- Ctenicera cuprea (Fabricius, 1781) — Щелкун медный
- Ctenicera doderoi Binaghi, 1940
- Ctenicera heyeri (Saxesen, 1838)
- Ctenicera kendally (Kirby, 1837)
- Ctenicera kiesenwetteri (Brisout, 1866)
- Ctenicera pectinicornis (Linnaeus, 1758) — Щелкун гребнеусый
- Ctenicera schneebergi Roubal, 1932
- Ctenicera virens (Schrank, 1781) — Щелкун зелёный